# أنس
الأنس لغة الاستئناس بالشيء. وعند الصوفية يطلق على أنس خاص وهو الأنس بالله وكذا المؤانسة. وقيل هو ارتفاع الحشمة مع وجود الفتح والهيبة. ومعنى ارتفاع الحشمة هو أن يغلب الرجاء على الخوف منه. إذا، يعلم من هذا أن الأنس والهيبة لازم وملزوم كما هو حال الخوف والرجاء لدى المؤمن، كل منهما قرين للآخر. والهيبة ضد الأنس وهو فوق القبض وكل هائب غائب. ثم يتفاوتون في الهيبة بحسب تناهيهم في الغاية.